# Авионска несрећа на Авали 1964.
Авионска несрећа на Авали 19. октобра 1964. била је удес совјетског авиона Иљушин Ил-18, који се срушио на Авалу, при чему је погинуло свих 18 путника. Међу погинулима је била седмочлана делегација Совјетске армије, на челу са маршалом Сергејем Бирјузовом, која је пошла на прославу двадесетогодишњице ослобођења Београда. На месту трагедије је 1965. године подигнут споменик.

## Полазак делегације
Половином октобра 1964. године Београд се припремао за прославу двадесете годишњице ослобођења у Другом светском рату, октобра 1944. године. На ову прославу је била позвана делегација Совјетске армије, чије су јединице учествовале у Београдској операцији. У сусрет својим саборцима из Москве је кренула седмочлана војна делегација коју су сачињавали:
1. Сергеј Семјонович Бирјузов, маршал Совјетског Савеза, члан ЦК КПСС, депутат Врховног совјета СССР, начелник Генералшатаба оружаних снага СССР и први заменик министра одбране СССР, херој Совјетског Савеза
2. Николај Романович Мирoнов, генерал-мајор, члан Централне ревизионе комисије КПСС, депутат Врховног совјета и начелник Одељења у ЦК КПСС
3. Владимир Иванович Жданов, генерал-пуковник тенковских јединица, начелник Војне академије тенковских јединица, херој Совјетског Савеза и народни херој Југославије
4. Николај Николајевич Шкодунович, генерал-лајтнант, заменик начелника Војне акаедмије „М. В. Фрунзе“
5. Иван Кондратевич Кравцов, генерал-лајтнант у пензији, херој Совјетског Савеза
6. Леонид Порфиревич Бочаров, генерал-мајор у пензији
7. Григориј Тимофејевич Шелудко, потпуковник, старији ађутант начелника Генералштаба и заменика министра одбране СССР маршала Сергеја Бирјузова

Чланове посаде авиона су сачињавали:
1. Михаил Петрович Сисујев, мајор, командант авиона
2. Генадиј Андрејевич Бељсјев, мајор, други пилот
3. Генадиј Николајевич Куришев, трећи пилот
4. Алексеј Владимирович Афимов, навигатор
5. Владимир Дмитријевич Ишченко, мајор техничке службе, инжењер
6. Олег Сергејевич Молин, капетан техничке службе, техничар
7. Валентин Васиљевич Черненко, старији поручник, техничар
8. Евгениј Васиљевич Јерманов, старији водник, радиста
9. Николај Андрејевич Жебелев, старији подофицир
10. Валентин Федорович Качалкин, млађи сержант
11. Тамара Сергејевна Кузмина, млађи водник, стјуардеса

Делегација Совјетске армије је 19. октобра 1964. године у пратњи 11 чланова посаде, са аеродрома Внуково у Москви, авионом типа „Иљушин Ил-18“ кренула пут Београда. Приликом одласка делегацију су на московском аеродрому испратили — маршал Андреј Гречко, заменик министра одбране СССР; маршал Иван Баграмјан, заменик министра одбране СССР за позадину; маршал војне везе Алексеј Леонов; маршал тенковских јединица Павел Полубајаров; генерал-армије Владимир Иванов; први заменик начелника Генералштаба Војнооружаних јединица Совјетског Савеза; као и амбасадор СФРЈ у СССР Цвијетин Мијатовић и војни изасланик ЈНА у СССР пуковник Раде Ерцег.

## Пад авиона
Долазак авиона „Иљушин Ил-18“ са совјетском делегацијом на аеродром „Београд“ у Сурчину првобитно је био очекиван у 9:30, али је време доласка било померено за око два часа и био је очекиван око 11:45. Око 11:30 на београдском аеродрому све је било спремно за свечани дочек, а почасна чета припадника ЈНА и војна музика су заузели своја места. На аеродрому је била делегација за дочек предвођена Јованом Веселиновим, секретаром ЦК СК Србије, а поред њега у делегацији за дочек су били — Јаков Блажевић, члан Савезног извршног већа; генерал-пуковник Раде Хамовић, начелник Генералштаба ЈНА; генерал-пуковник Отмар Креачић, заменик државног секретара за народну одбрану; Драги Стаменковић, секретар Градског комитета СК Београда; Бранко Пешић, председник Градског одбора ССРН; Милан Рајачић, потпредседник Скупштине града Београда; Животије Савић, начелник СУП-а Београда: пуковник Виктор Тарасевич, војни аташе СССР у СФРЈ и други.
Авион је последњи пут виђен на радарском екрану Контроле летења у 11:34 и потом је нестао. Са пристанишне зграде одмах потом је јављено да је у даљини према Авали виђен краткотрајни пламен, а затим и дим. Одмах по добијању тужне вести, читава делегација за дочек се упутила ка Авали, а Бранко Пешић је обавестио све надлежне службе — хитну помоћ, милицију и ватрогасце да упуте своје екипе ка Авали. Контрола летења је последњи пут имала везу са авионом када је био на висини од око 5.000 стопа. Посада је тада тражила дозволу од контроле летења да се ради припрема слетања спусти на око 3.000 стопа. Контрола летења је ово одобрила, јер се највиши врх Авале налази на висини од око 1.700 стопа. Због највероватније неисправног уређаја за навигацију, авион је изгубио висину и услед густе магле ударио у падину Авале, на око 200 метара од Споменика Незнаном јунаку. Приликом пада авион је покидао дрвеће у ширини од 100 метара, а падао је у дужини од око 300 метара и на крају ударио у брдо и експлодирао. Авион је био потуно уништен, а уместо трупа се могла видети једино поцрнела гомила алуминијума.
Убрзо после пада авиона на место несреће дошле су екипе хитне помоћи, милиције и ватрогасаца. Пошто је авион био још у пламену, ватрогасци су отпочели са гашењем, док за хитну помоћ није било посла јер су свих 18 путника – 7 чланова делегације и 11 чланова посаде на месту страдали. Екипе Секретаријата унутрашњих послова, Секретаријата за народну одбрану и Дирекције за цивилну ваздушну пловидбу су одмах отпочеле са вршењем увиђаја на месту несреће. Како су тела свих страдалих била угљенисана било је тешко утврдити њихов идентитет. Једино је одмах утврђен идентитет маршала Бирјузова, који је препознат на основу дела маршалске униформе која је била делом спаљена. У току дана из Министарства одбране СССР стигао је званичан списак свих чланова делегације и чланова посаде.
Одмах по објављивању вести о погибији совјетске делегације Скупштина града Београда је 19. октобра прогласила дводневну жалост и отказала све манифестације и приредбе везане за прославу двадесетогодишњице ослобођења. Истог дана са главних улица је скинута и украсна декорација којом је град био украшен због празника, а био био је формиран и Одбор за организовање сахране страдалих на чијем је челу био генерал армије Иван Гошњак, а његови чланови су били још и Јован Веселинов, Мијалко Тодоровић, Јаков Блажевић, Раде Хамовић и др. Председник СФРЈ и генерални секретар СКЈ Јосип Броз Тито упутио је телеграме саучешћа Анастасу Микојану, председнику Президијума Врховног Совјета СССР и Леониду Брежњеву, првом секретару ЦК КПСС. Поред Тита, телеграме саучешћа су упутили и други југословенски званичници, међу којима — Едвард Кардељ, председник Савезне скупштине; Петар Стамболић, председник Савезног извршног већа; Иван Гошњак, државни секретар за народу одбрану; Коча Поповић, државни секретар за иностране послове; Светозар Вукмановић, председник Савеза синдиката Југославије; Раде Хамовић, начелник Генералштаба ЈНА и др.

## Дан ослобођења
Сутрадан 20. октобра 1964. године на Дан ослобођења Београда на аеродром у Сурчину слетео је авион у којем су се налазиле две нове делегације из Совјетског Савеза — делегација која је дошла на обележавање Дана ослобођења и делегација за пријем и испраћај посмртних остатака погинулих у авионској несрећи. На челу нове делегације за обележавање Дана ослобођење налазио се маршал авијације Совјетског Савеза Владимир Александрович Судец, главни командант јединица противваздушне одбране и заменик министра одбране СССР; а поред њега у делегацији су били још генерал армије Афанасиј Павлантјевич Белобородов, командант московског војног округа и генерал-потпуковник Васили Иванович Давиденко. На челу делегације за пријем посмртних остатака био је генерал армије Алексеј Алексејевич Јепишев, начелник Главне политичке управе Совјетске армије и ратне морнарице; а поред њега у делегацији су били још генерал-потпуковник Николај Иванович Савивкин, заменик начелника одељења при ЦК КПСС и В. А. Лихачов, заменик начелника петог европског одељења Министарства иностраних послова СССР. Обе делегације на београдском аеродрому су сачекали — Јован Веселинов, секретар ЦК СК Србије; Јаков Блажевић и Јанез Витопник, чланови Савезног извршног већа; генерал-пуковник Отмар Креачић, заменик државног секретара за народну одбрану; Драги Стаменковић, секретар Градског комитета СК Београда; Милан Рајачић, потпредседник Скупштине града Београда; Бранко Пешић, председник Градског одбора ССРН и др. Одмах по доласку делегација за пријем посмртних остатака је у пратњи Драгог Стаменковића и генерал-пуковника ЈНА Зденка Улепича и Јефте Шашића отишла на место несреће на Авали, док је делегација за прославу отишла у на полагање венаца на Гробље ослободилаца Београда и свечану седницу Градске скупштине.
Пошто су све манифестације и приредбе поводом двадесетогодишњице ослобођења биле отказане, Дан ослобођења Београда 20. октобра 1964. године је био обележен само полагањем венаца на Спомен-гробље бораца НОР-а на Новом гробљу и Гробници народних хероја на Калемегдану, у раним јутарњим часовима и Гробљу ослободилаца Београда 1944, у 11 часова. Истог дана одржана је и свечана седница Градске скупштине, која је уместо „свечаног“ имала комеморативни карактер, а отворен је и Спомен-парк у Јајинцима.
Свечана седница Градске скупштине Београда одржана је на Коларчевом народном универзитету и имала је комеморативни карактер, а на погинуле чланове совјетске делегације подсећало је и седам празних места у првим редовима, који су били њима намењени. Седници су присуствовали — председник Републике Јосип Броз Тито, потпредседник Републике Александар Ранковић, председник Савезне скупштине Едвард Кардељ, председник Савезног извршног већа Петар Стамболић, државни секретар за народну одбрану генерал армије Иван Гошњак, секретар Централног комитета Савеза комуниста Србије Јован Веселинов, председник Извршног већа СР Србије Слободан Пенезић Крцун, као и други истакнути савезни, републички и градски функционери, међу којима су били – Вељко Влаховић, Блажо Јовановић, Милентије Поповић, Лазар Колишевски, Коча Поповић, Мијалко Тодоровић, Родољуб Чолаковић, Драги Стаменковић, Бранко Пешић и др. Седници су такође присуствовали и чланови обе совјетске делегације предвођене маршалом Судецом и генералом Јепишевим. На седници су о Народноослободилачкој борби у Београду, ослобођењу Београда и погинулим совјетским ветеранима говорили – генерал армије Иван Гошњак, маршал Владимир Судец и Бранко Пешић.
Поводом Дана ослобођења Београда, председник Републике Јосип Броз Тито је постхумно одликовао страдале чланове делегације, који су били учесници борби за ослобођење Београда и Југославије, октобра 1944. године:
- маршал Бирјузов, који је 1944. био начелника штаба Трећег украјинског фронта, постхумно је одликован Орденом народног хероја
- генерал Жданов, који је 1944. био командант Четвртог гардијског механизованог корпуса, постхумно је одликован Орденом ратне заставе
- генерал Шкодунович, који је 1944. командовао 68. стрељачким корпусом, постхумно је одликован Орденом народне армије са ловоровим венцем
- генерал Бочаров, који је 1944. био члан Војног савета 57. армије, постхумно је одликован Орденом народне армије са ловоровим венцем
- генерал Кравцов, који је 1944. командовао 64. стрељачким корпусом, постхумно је одликован Орденом народне армије са ловоровим венцем
- генерал Миронов, постхумно је одликован Орденом народне армије са ловоровим венцем
- потпуковник Шелудко, постхумно је одликован Орденом за војне заслуге са великом звездом

Такође, истим поводом одликовани су и шефови друге две делегације — маршал Судец одликован је Орденом народног хероја, а генерал Јепишев Орденом ратне заставе.

## Испраћај и сахрана
Посмртни остаци чланова совјетске војне делегације су 21. октобра 1964. године у периоду од 10 до 13 часова били изложени у Дому ЈНА у улици Браће Југовића и за то време велики број грађана Београда им је у мимоходу одао почаст. У 13:30 посмртни остаци су изнети испред зграде Дома ЈНА, где су Драги Стаменковић и генерал Алексеј Јапишев одржали опроштајне говоре. Потом су њихови посмртни остаци положени на војне камионе и кренули су пут војног аеродрома у Батајници. Због кратког периода за одавање почасти погинулим члановима совјетске војне делегације многи грађани Београда, али и грађани Земуна, Батајнице и околних места су изашли на улице и дуж читавог пута од Дома ЈНА до војног аеродрома су одавали почаст погинулим ветеранима. Колона са посмртним остацима кретала се трасом — Трг Републике, Бранков мост, Београдски пут, кроз Земун, Батајнички друм и кроз Батајницу. Током читаве ове трасе, дуге око 25 километара, налазио се велики број грађана, а колона је на аеродром у стигла око 15:20 часова.
Сутрадан 22. октобра у 8 часова одржан је последњи испраћај посмртних остатака који су потом укрцани у авион и однети у Москву. На овом последњем испраћају говорили су генерал Отмар Креачић и генерал Алексеј Јапишев, а испраћају је присуствовала и делегација у саставу — Иван Гошњак, Јован Веселинов, Звонко Бркић, Вељко Зековић, Светислав Стефановић, Јаков Блажевић, Зоран Полич, Ристо Џунов, Вилко Винтерхалтер, Драги Стаменковић, Мирко Тепавац, као и генерали – Милан Купрешанин, Вељко Ковачевић, Зденко Улепич, Мате Јерковић, Коста Нађ, Љубо Вучковић, Милоје Милојевић, Богдан Орешчанин, Срећко Манола, Ђоко Јованић, Јефто Шашић, Радојица Ненезић и Рајко Танасковић. Заједно са посмртним остацима и совјетском делегацијом која их је пратила, у Москву је на сахрану отпутовала и југословенска делегација у саставу — Раде Хамовић, Јоже Инголич и Бранко Пешић, а којој се по доласку у Москву придружио и амбасадор Цвијетин Мијатовић.
Сахрана посмртних остатака чланова совјетске војне делегације одржана је 22. октобра 1964. године у Москви. Урна маршала Сергеја Бирјузова сахрањена је у Кремаљској некрополи тј. положена је у зидине Кремља, иза Лењиновог маузолеја, где су сахрањиване највише друштвено-политичке личности Совјетског Савеза. Сахрани маршала Бирјузова присуствовали су највиши руководиоци Совјетског Савеза и Комунистичке партије Совјетског Савеза — Леонид Брежњев, Алексеј Косигин, Анастас Микојан и др, као и чланови југословенске делегације. Посмртни остаци осталих чланова делегације, као и посаде авиона сахрањени су у заједничкој гробници на московском гробљу Новодевичје, где им је подигнут споменик. На постаменту заједничке гробнице стоји натпис — Совјетској војној делегацији и посади авиона ИЛ-18 трагично страдалим у авионској катастрофи у Југославији 19. октобра 1964. године. Истог дана у Москви на Црвеном тргу одржан је комеморативни митинг на коме су говорили први секретар Градског комитета КПСС Јегоричев, министар одбране СССР маршал Родион Малиновски и генерал Раде Хамовић.